# Александр (Трапицын)
Архиепископ Алекса́ндр (в миру Алекса́ндр Ива́нович Трапицын; 29 августа 1862, Волма, Вятская губерния — 14 января 1938, Куйбышев) — епископ Православной российской церкви, архиепископ Пугачёвский, викарий Саратовской епархии.
Причислен к лику святых Русской православной церкви в 2000 году и в Соборе Симбирских святых.

## Биография
Родился в 1862 году с селе Волма Вятского уезда Вятской губернии (ныне Кирово-Чепецкий район Кировской области) в семье диакона Иоанна Трапицына и его супруги Клавдии. У родителей было 8 сыновей. Трое его братьев стали священниками, а Азарий — художником.
Окончил Вятское духовное училище (1878), Вятскую духовную семинарию (1884), Казанскую духовную академию со степенью кандидата богословия за сочинение «Постановления против симонии в Греко-Восточной и Русской Церкви» (1888).

### Священник и преподаватель
С 1888 года надзиратель за учениками Вятского духовного училища. В том же году женился, в 1892 году овдовел после рождения сына.
23 февраля 1889 года рукоположён в сан диакона, 26 февраля — в сан священника к Всехсвятскому кафедральному собору города Вятки.
В 1892—1897 годах депутат от Духовного ведомства в Вятской городской думе, цензор проповедей и сочинений религиозно-нравственного содержания.
Законоучитель в Вятском епархиальном женском училище (1889) и Александровском реальном училище.
В 1894 году совершил паломничеству в Святую Землю.
С 27 мая 1896 года член Вятского епархиального училищного совета.
Определением Святейшего синода от 3-12 сентября переведён инспектором в Вятскую духовную семинарию, с 1900 года её ректор.
26 февраля 1900 года епископом Вятским и Слободским Алексием (Опоцким) пострижен в монашество с прежним именем.
В 1901 году командирован в Сарапул для ревизии духовного училища.
28 июля 1901 года указом Святейшего синода назначен ректором Калужской духовной семинарии с возведением в сан архимандрита. Член Совета Калужского отдела Императорского православного палестинского общества.
Награждён наперсным крестом (1900), орденами Святой Анны II степени (1902), Святого Владимира III (1905) и II (1912) степени.

### Архиерей
12 декабря 1904 года хиротонисан во епископа Муромского, викария Владимирской епархии. Хиротонию совершили: митрополит Санкт-Петербургский и Ладожский Антоний (Вадковский), митрополит Московский и Коломенский Владимир (Богоявленский), митрополит Киевский и Галицкий Флавиан (Городецкий) и др.
С 1905 года председатель Владимирского епархиального училищного совета и товарищ председателя Владимирского отдела Императорского палестинского православного общества.
С 23 ноября 1907 года — епископ Юрьевский, первый викарий Владимирской епархии.
С 29 мая 1912 года — епископ Вологодский и Тотемский.
С начала Первой мировой войны организовал в епархии активную благотворительную деятельность.
В 1917 году участник Всероссийских съездов ученого монашества (председатель секции «Об ученом монашестве на духовно-учебной и неучебной службе») и представителей от монастырей, с правом решающего голоса, член Всероссийского поместного собора, участвовал во всех трёх сессиях, член II, III, V, VIII, XI, XVII отделов.
В 1919 году осуждён на полгода принудительных работ.
С 1920 года архиепископ Симбирский и Сызранский.
В январе 1923 года официально признал обновленческое Высшее церковное управление, но в апреле 1923 года из-за нежелания сотрудничать с обновленцами удалился на покой, жил при храме Всех Святых в Симбирске, осенью после покаяния вернулся к управлению епархией.
Поддержал т. н. «Декларацию» митрополита Сергия (Страгородского) от 29 июля 1927 года и получил назначение на Симферопольскую и Крымскую кафедру.

### Служение в Самаре
С августа 1928 года архиепископ Куйбышевский.
Епархия не имела правящего архиерея с 1924 года, в городе у православных был лишь один храм, а остальные принадлежали обновленцам. Много ездил по епархии, проповедовал крестьянам, устраивал крестные ходы, рукополагал священников из диаконов и грамотных крестьян. В результате в Самарской губернии православных приходов стало больше, чем обновленческих. Поддерживал возвращавшееся из ссылок и тюрем духовенство, помогая им зарегистрироваться и получить разрешение на службу, помогал монахиням из закрытого Серафимо-Дивеевского монастыря, проводил тайные монашеские постриги. Был прост, скромен и милосерден, часто раздавал свои вещи неимущим вернувшимся из заключения священникам, помогал семьям репрессированных.
В 1933 году против него было возбуждено уголовное дело по обвинению в антисоветской деятельности. Власти обвинили его в том, что он являлся «руководителем контрреволюционной группы церковников… Неоднократно руководил нелегальными сборищами в своем доме… на которых давал антисоветские установки. Вел проповедническую работу в антисоветском духе, обрабатывал религиозных фанатиков для принятия ими сана попов. Вел антисоветскую агитацию среди крестьян, приезжавших к нему из деревни для подыскания попов».
29 октября 1933 года Особое Совещание при Коллегии ОГПУ приговорило его к трём годам ссылки на Урал.
С 1936 года архиепископ Пугачёвский, викарий Куйбышевской епархии. Вернувшись из ссылки, поселился в Ульяновске. В 1936 переехал в Самару, где служил по благословению правящего архиерея в Петропавловском храме.

### Последний арест и мученическая кончина
30 ноября 1937 года был арестован вместе с 26 священнослужителями и мирянами. Был обвинён в том, что «объединил в Куйбышеве всех безместных попов, главным образом прибывших из ссылок. Этим попам создавал авторитет среди верующих… „страдальцев за веру“, что использовалось для антисоветской повстанческой и контрреволюционной фашистской агитации. Сам лично вел погромно-повстанческую агитацию…» Виновным себя не признал. 21 декабря 1937 года приговорён к расстрелу; 14 января 1938 года приговор был приведён в исполнение.
Причислен к лику святых Новомучеников и Исповедников Российских на юбилейном Архиерейском соборе Русской православной церкви в августе 2000 года для общецерковного почитания. Вместе с ним канонизированы проходившие по его делу и не признавшие своей вины священники: Иван Иосифович Сульдин (1880—1938), Иван Васильевич Смирнов (1873—1938), Александр Александрович Органов (1873—1938), Трофим Григорьевич Мячин (1888—1938), Александр Петрович Иванов (1866—1938), Вячеслав Александрович Инфантов (1883—1938), Василий Иванович Витевский (1873—1938), Яков Иванович Алферов (1878—1938).